# Lemon Grove
Lemon Grove é uma cidade localizada no estado americano da Califórnia, no Condado de San Diego. Foi incorporada em 1 de julho de 1977.

## Geografia
De acordo com o United States Census Bureau, a cidade tem uma área de 10 km², onde todos os 10 km² estão cobertos por terra.

### Localidades na vizinhança
O diagrama seguinte representa as localidades num raio de 16 km ao redor de Lemon Grove.

## Demografia
Segundo o censo nacional de 2010, a sua população é de 25 320 habitantes e sua densidade populacional é de 2 519,62 hab/km². Possui 8 868 residências, que resulta em uma densidade de 882,46 residências/km².